# س. كلايد أتكينز
س. كلايد أتكينز (بالإنجليزية: C. Clyde Atkins)‏ هو محامي وقاضي أمريكي، ولد في 23 نوفمبر 1914 في واشنطن العاصمة في الولايات المتحدة، وتوفي في 11 مارس 1999.